# Marc René de Montalembert
Marc René de Montalembert (Angoulême, 16 luglio 1714 – Parigi, 29 marzo 1800) è stato un generale, architetto e scrittore francese.

## Biografia

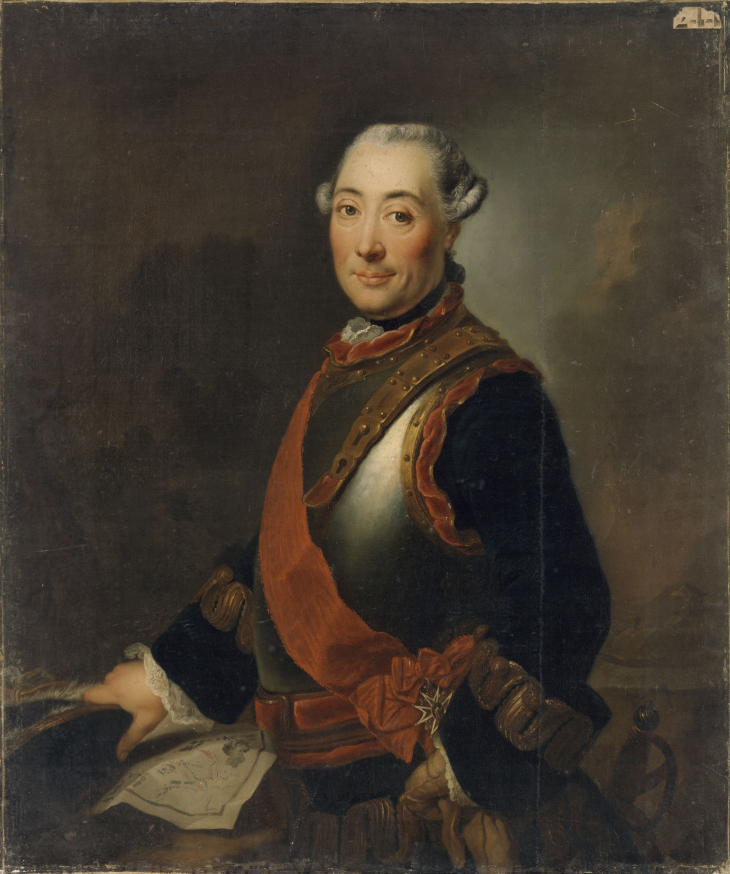
Il generale de Montalembert in un ritratto conservato alla Reggia di Versailles.

Nato ad Angoulême, Marc René de Montalembert entrò nell'esercito francese nel 1732. Combatté nella guerra di successione polacca sul Reno (1733–34), e nella guerra di successione austriaca nel 1742 in Boemia ed in Italia. Negli anni precedenti la guerra dei sette anni, Montalembert (che era divenuto nel frattempo membro dell'Accademia delle Scienze di Francia dal 1747) decise di investire tutte le proprie energie nell'arte delle fortificazioni, studiando sempre più approfonditamente il Traité de l'attaque di Vauban, ed aprendo una fonderia specializzata nella produzione di cannoni a Ruelle-sur-Touvre.
Allo scoppio della guerra divenne commissario del governo francese presso l'esercito svedese alleato col rango di generale di brigata. Costruì le fortificazioni campali di Anklam e Stralsund, apportando le sue innovazioni anche presso l'esercito della Svezia. Nel 1761 venne promosso maresciallo di campo ed iniziò l'opera che più di ogni altra contribuì alla sua fama, ovvero la progettazione di forti poligonali sul modello già sperimentato da Vauban nel Seicento, ma con tecniche più moderne e con una maggiore attenzione all'artiglieria ed ai suoi effetti, sia quella di attacco che quella di difesa. Il suo sistema, sostanzialmente, rinunciava a tracciati complessi nella costruzione delle fortificazioni per sviluppare invece la potenza di fuoco delle artiglierie in casematte, che potessero far convergere una grande quantità di fuoco trovandosi al contempo riparate dagli attacchi avversari. Il suo metodo di costruzione rimase ad ogni modo segretato per quindici anni sino a quando, nel 1776, non poté pubblicare un'opera riassuntiva dei suoi metodi di costruzione militare a Parigi dal titolo: La Fortification perpendiculaire.
All'epoca della Rivoluzione francese venne pensionato dall'esercito in riconoscimento del suo servizio militare che lo aveva portato a perdere un occhio. Persuaso dalla moglie, si unì agli emigrée della nobiltà francese e trasmigrò per qualche tempo in Inghilterra. Tutti i suoi possedimenti vennero sequestrati poi dal governo repubblicano. Ritornò poco dopo in Francia, divorziò da sua moglie e sposò la figlia di un farmacista. Ottenne inoltre l'annullamento del sequestro che aveva colpito i suoi beni di famiglia.
Lazare Carnot lo chiamò nuovamente al governo come consultore per gli affari militari e, nel 1792, gli venne concesso il grado di generale di divisione. Proposto come membro dell'Institut de France nel 1797, ritirò la sua candidatura in favore dell'allora generale Napoleone Bonaparte che egli riteneva più giovane e meritevole. Nell'Ottocento, Raymond Adolphe Séré de Rivières lo definirà "il Vauban del XVIII secolo".
Suo figlio Charles Forbes René de Montalembert fu un noto politico francese della sua epoca.

## Opere

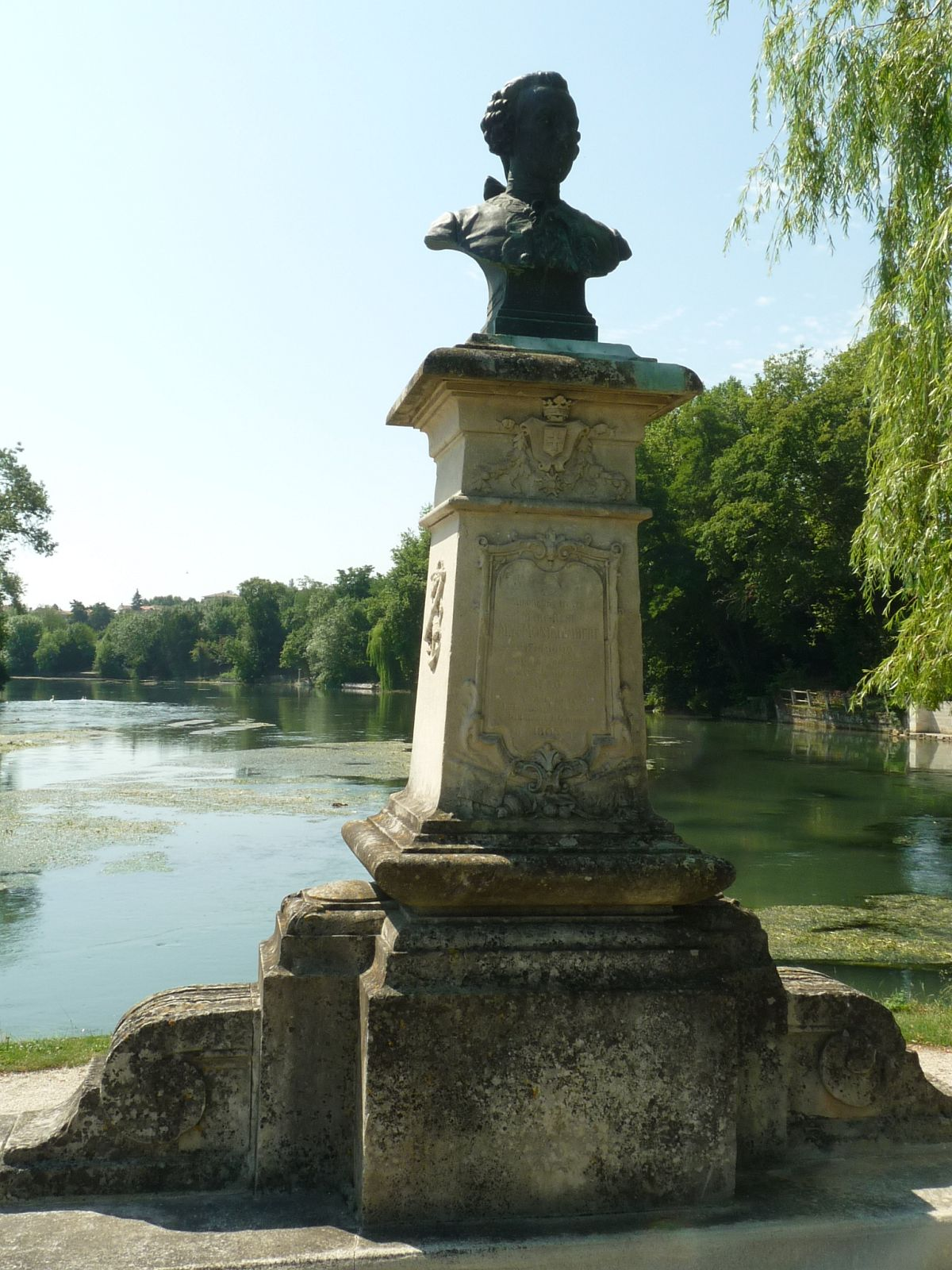
Monumento e busto commemorativi di Marc René de Montalembert presso Ruelle-sur-Touvre.

Tra le opere scritte da Montalembert si ricordano L'Art défensif supérieur à l'offensif (1793; in risposta agli attacchi rivoltigli alla sua opera più nota, La Fortification perpendiculaire); Mémoire historique sur la fonte des canons (Parigi, 1758), Correspondance pendant la guerre de 1757-1760 (Londra, 1777); Rotation des boulets (Acad., 1755) e Relation du siège de Saint-Jean-d'Acre (Parigi, 1789).
Scrisse inoltre piccole storie in versi e alcune commedie. Stese modelli e completò fortificazioni per 92 siti nel corso della sua lunga carriera.